# Dendrobium gracillimum
Dendrobium gracillimum là một loài thực vật có hoa trong họ Lan. Loài này được (Rupp) Leaney mô tả khoa học đầu tiên năm 1934.